# Dwór w Cergowej
Dwór w Cergowej – parterowy dwór wybudowany w drugiej połowie  XVIII w., wraz z parkiem znajdujący się w miejscowości Cergowa.
W 2009 dwór wraz z parkiem i studnią wpisano do rejestru zabytków. 

## Historia
Dwór zbudowano w drugiej połowie  XVIII w. z cegły, kamienia i z drewna, na rzucie prostokąta. Prawdopodobnie wcześniej był dworem obronnym, ponieważ piwnice pochodzą z XVI/XVII w. Część murowaną posadowiono na piwnicach sklepionych kolebkowo, a część drewnianą na piwnicy przykrytej stropem belkowym. Dwór rozbudowany w pierwszej połowie XIX oraz na początku XX w., gdy został przedłużony o drewnianą dobudówkę od strony północnej i w całości otynkowany. Zachowały się resztki parku dworskiego z 550 letnim dębem pomnikiem przyrody, ale obecnie większość drzewostanu to młode nasadzenia. 
Od połowy XVIII w. i w XIX w. posiadłość należała do Skrzyneckich między innymi Jana Skrzyneckiego rotmistrza w konfederacji barskiej, ojca znanego generała Jana Zygmunta Skrzyneckiego, wodza naczelnego powstania listopadowego. Pod koniec drugiej połowy XIX w. obszar dworski był własnością kapituły rzymskokatolickiej w Przemyślu.

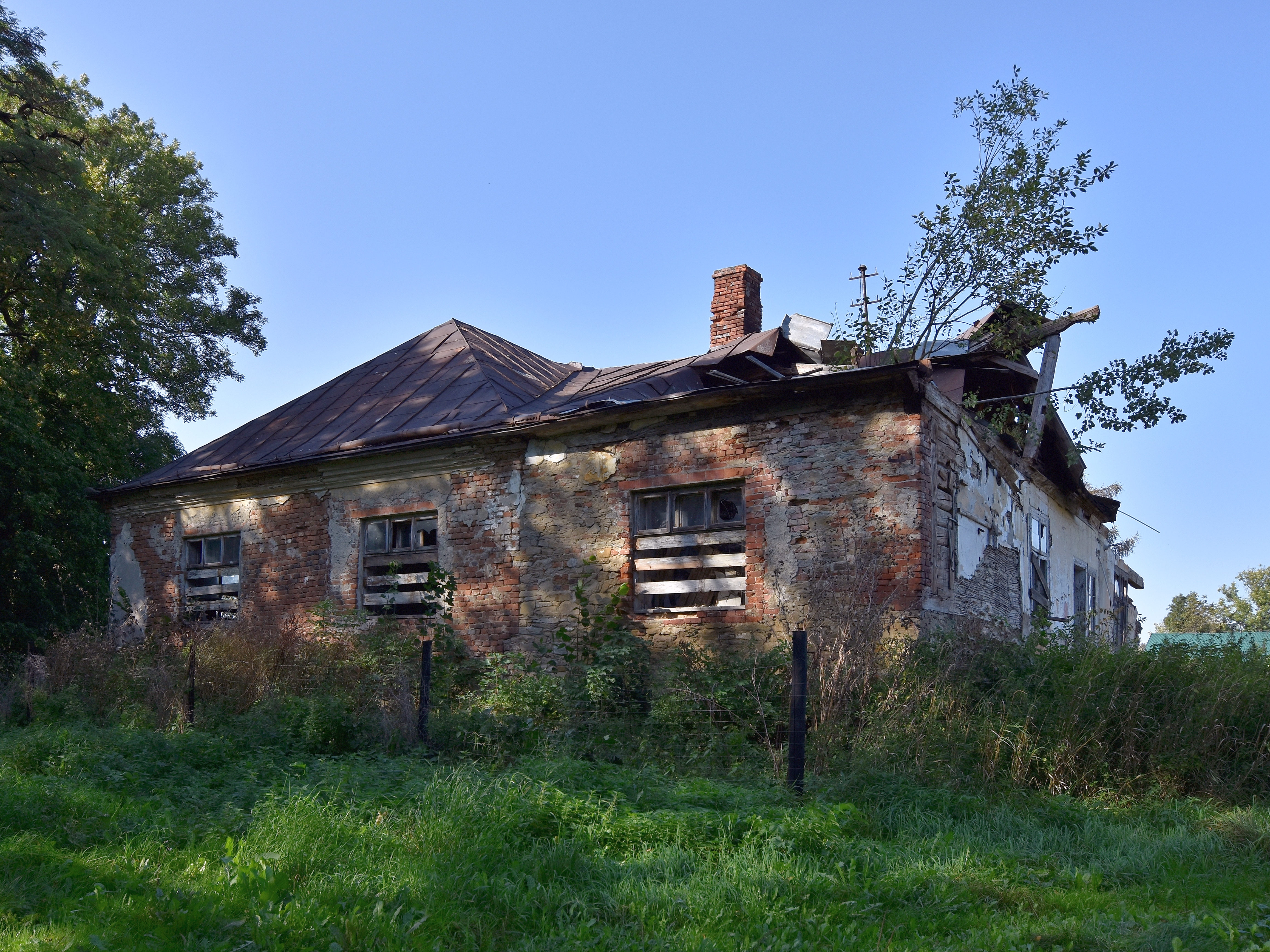
Widok od strony parku
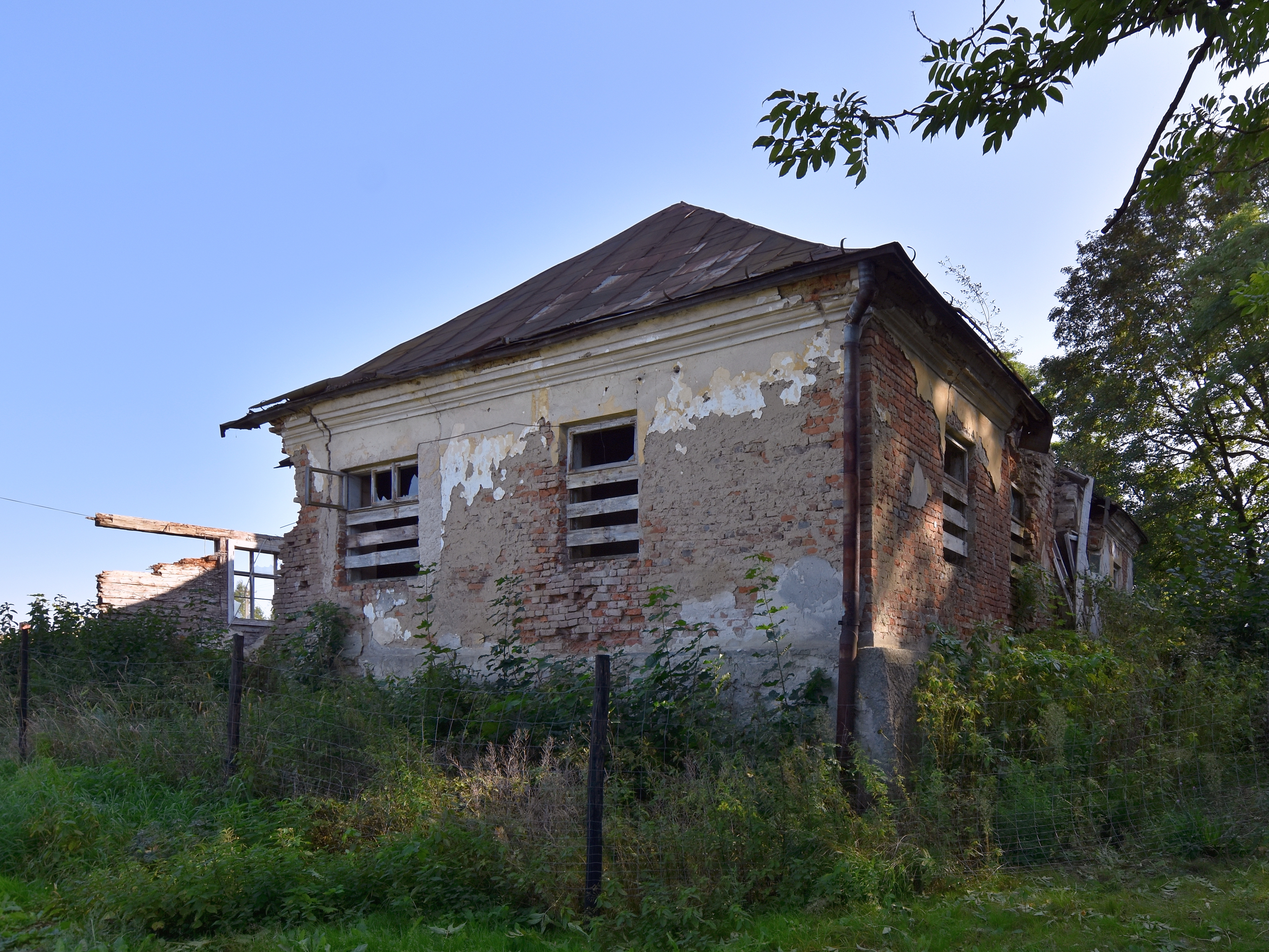
Elewacja boczna
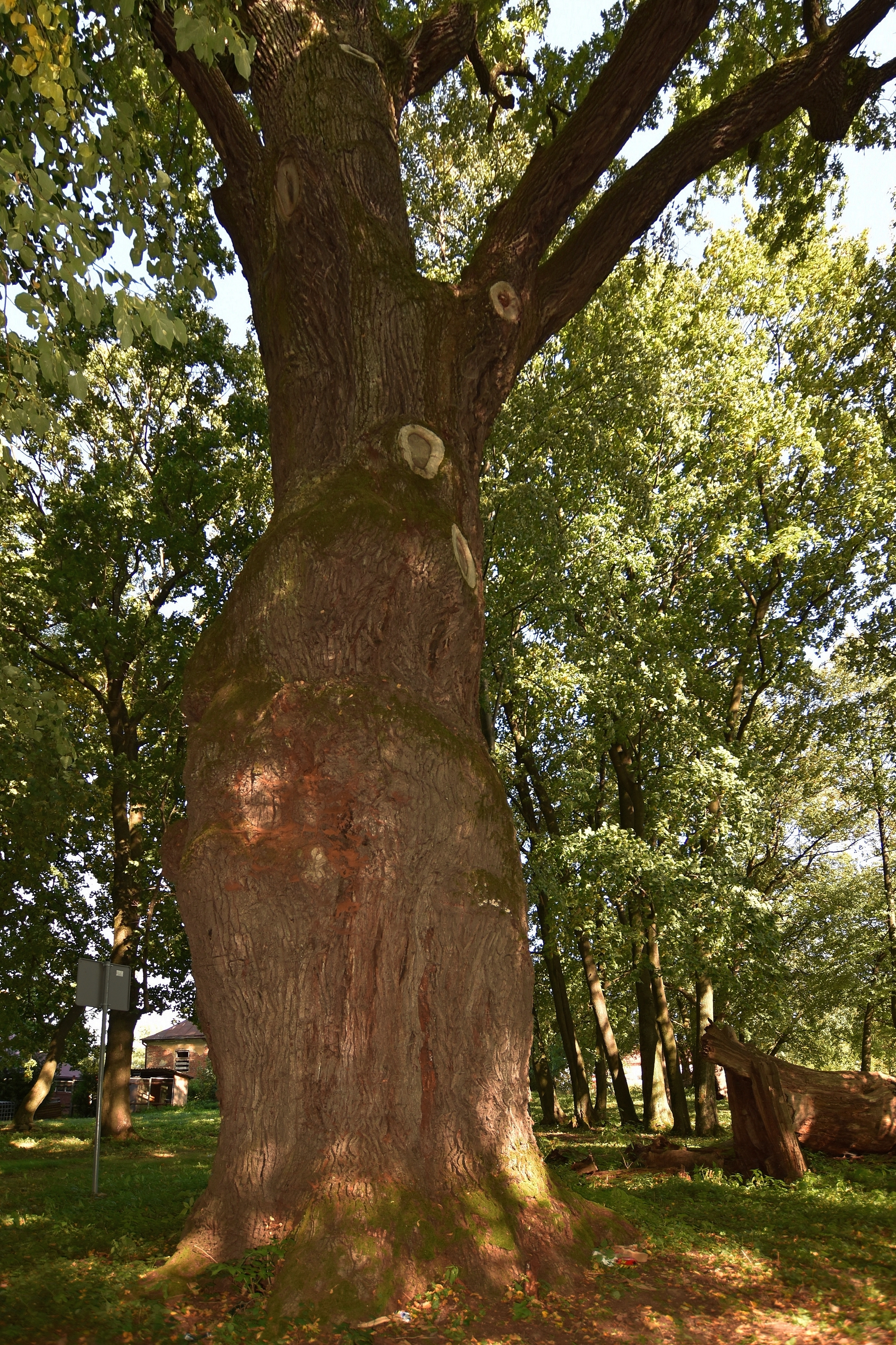
Park, dąb pomnik przyrody